# Jan Šindel
Jan Šindel, češki astronom in matematik, * 1370, Hradec Králové, Češka, † 1443.

## Življenje in delo
Šindel je na Karlovi univerzi v Pragi je poučeval matematiko in astronomijo; pozneje je postal tudi rektor te univerze. Menda je njegove tabele uporabljal še de Brahe. Navdušen je bil nad astronomskimi napravami. Na njegovo pobudo in na podlagi njegovih izračunov je kraljevi urar Mikuláš iz Kadaňa leta 1410 izdelal praško uro.

## Priznanja
Poimenovanja
Po Šindlu so poimenovali asteroid glavnega pasu 3847 Šindel (3847 Sindel).